# Ocypode

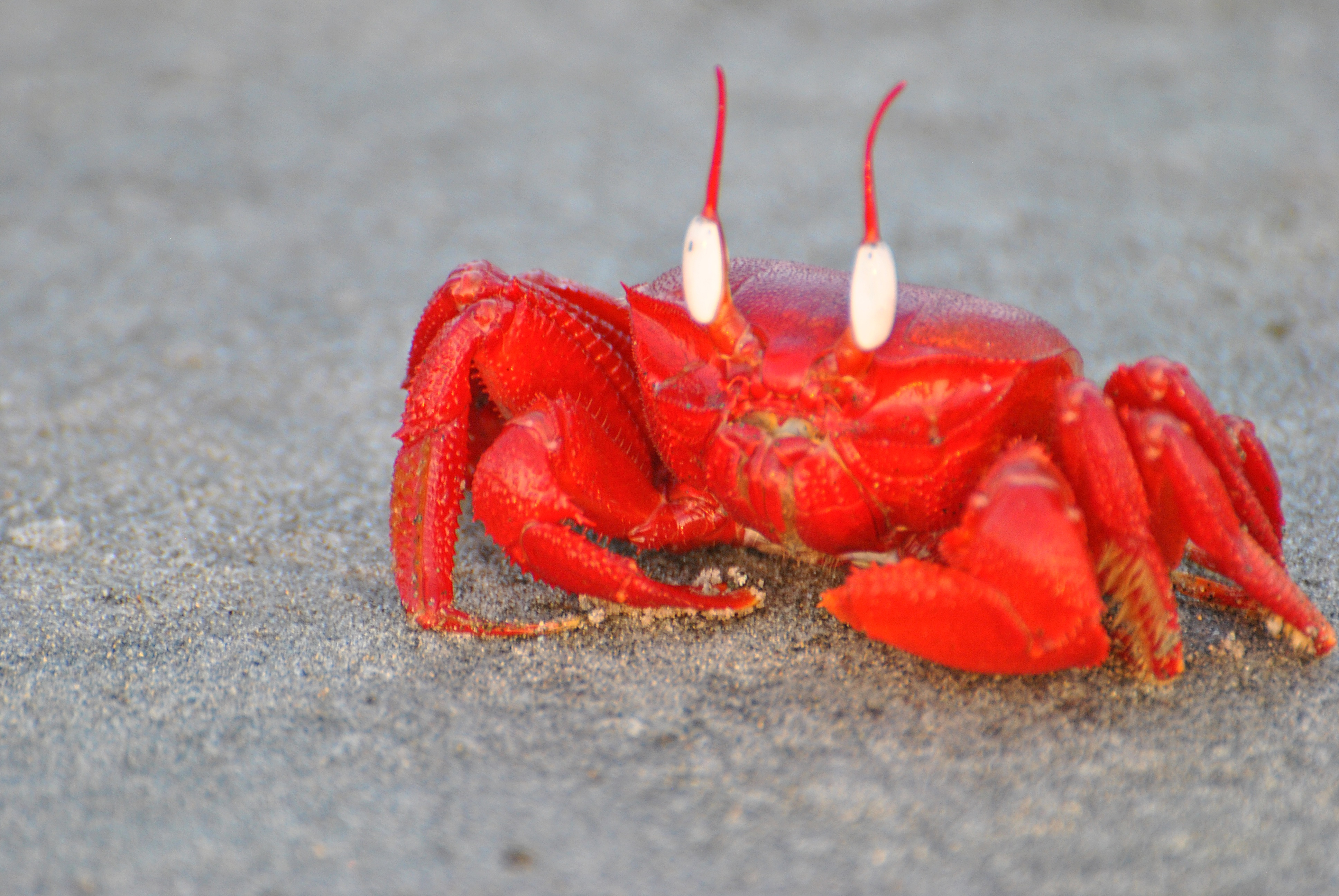
Ocypode macrocera

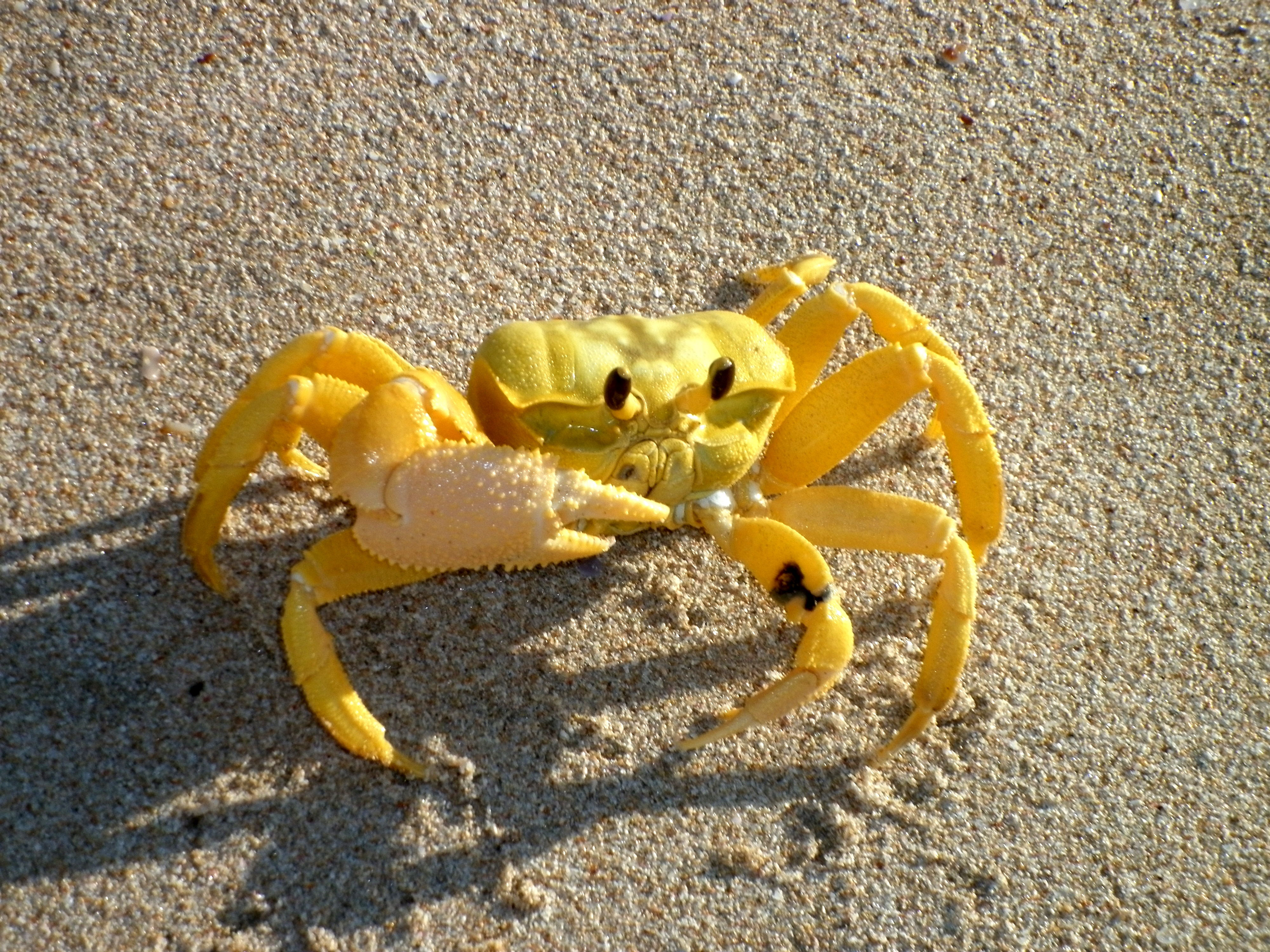
Ocypode convexa

Ocypode – (z stgr. ώκυπόδη, okypode = szybkie stopy) rodzaj krabów morsko-lądowych zaliczanych do rodziny Ocypodidae. 
W innych językach zyskały przydomek krab zjawa (ang. ghost crab, hiszp. cangrejo fantasma), gdyż potrafią niezwykle szybko zniknąć z pola widzenia – uciekają z prędkością ponad 20 km/h stosując nagłe zwroty i zmiany kierunku. Para czarnych oczu zapewnia im widzenie w polu 360°, dzięki temu mogą obserwować lot owadów i łapać je w powietrzu. Ich widzenie bezpośrednio z przodu jest ograniczone, dlatego stają się łatwą ofiarą dla ptaków – aby tego uniknąć, często zagrzebują się w podłożu.

## Opis
Kraby te mają gruby, w obrysie prawie czworokątny karapaks o słabo zaznaczonym podziale na regiony i szerokiej części frontalnej. Rogówki oczu zajmują u nich większą część brzusznej strony słupków ocznych. Czułki pierwszej pary mają dość długie. U obu płci występuje znacząca dysproporcja rozmiarów szczypiec lewych i prawych. Większa para szczypiec zwykle ma propodit wyposażony w guzkowaną lub rowkowaną listewkę, która służy do wydawania dźwięków. Odnóża kroczne czterech początkowych par są krótkie, grube i mają żłobkowane daktylopodity.

## Środowisko
Drążą w podłożu sięgające blisko 1 m tunele obniżające się pod kątem 45°, dodatkowo tworzą sieć krótkich korytarzy o szerokości 3–6 cm, które „cętkują” plaże. O zmroku zanurzają się w morzu, aby skorzystać z zawartego w wodzie tlenu. Woda dodatkowo oczyszcza ich skrzela. W czerwcu samice schodzą do oceanu, aby złożyć jaja. Kraby te hibernują w zimie, wstrzymują oddychanie przez blisko sześć tygodni, w tym czasie korzystają z tlenu zgromadzonego w workach powietrznych usytuowanych blisko skrzeli. 
Do tej rodziny zaliczane są kraby zamieszkujące strefy przybrzeżne północnej Australii, od regionu Kimberley i Australii Zachodniej do Nowej Południowej Walii, gdzie zwłaszcza gatunek Ocypode cordimana jest często spotykany. Występują także w regionie Indo-Pacyfiku oraz na wschodnich wybrzeżach Stanów Zjednoczonych (Ocypode quadrata).

## Gatunki
Należy tu 25 opisanych gatunków:
- Ocypode africana De Man, 1881
- Ocypode brevicornis H. Milne Edwards, 1837
- Ocypode ceratophthalma Pallas, 1772 – tułacz hawajski
- Ocypode convexa Quoy & Gaimard, 1824
- Ocypode cordimanus Desmarest, 1825
- Ocypode cursor Linneusz, 1758
- Ocypode fabricii H. Milne Edwards, 1837
- Ocypode gaudichaudii H. Milne Edwards & Lucas, 1843
- Ocypode jousseaumei Nobili, 1905
- Ocypode kuhli de Haan, 1835
- Ocypode macrocera H. Milne Edwards, 1852
- Ocypode madagascarensis Crosnier, 1965
- Ocypode mortoni George, 1982
- Ocypode nobilii De Man, 1902
- Ocypode occidentalis Stimpson, 1860
- Ocypode pallidula Jacquinot in Hombron & Jacquinot, 1852
- Ocypode pauliani Crosnier, 1965
- Ocypode platytarsis H. Milne Edwards, 1852
- Ocypode pygoides Ortmann, 1894
- Ocypode quadrata Fabricius, 1787
- Ocypode rotundata Miers, 1882
- Ocypode ryderi Kingsley, 1881
- Ocypode saratan Forsskål, 1775
- Ocypode sinensis Dai, Song & Yang, 1985
- Ocypode stimpsoni Ortmann, 1897